# Spigelia hurleyi
Spigelia hurleyi är en tvåhjärtbladig växtart som beskrevs av Francisco Javier Fernández Casas. Spigelia hurleyi ingår i släktet Spigelia och familjen Loganiaceae. Inga underarter finns listade i Catalogue of Life.